# Sphingidae
Gli Sfingidi (Sphingidae Latreille, 1802) sono una famiglia di lepidotteri di dimensioni grandi o medie, spesso con livrea sgargiante sia negli adulti, sia nelle larve. Comprendono 213 generi, divisi in 1583 specie, diffuse in tutto il mondo.

## Descrizione

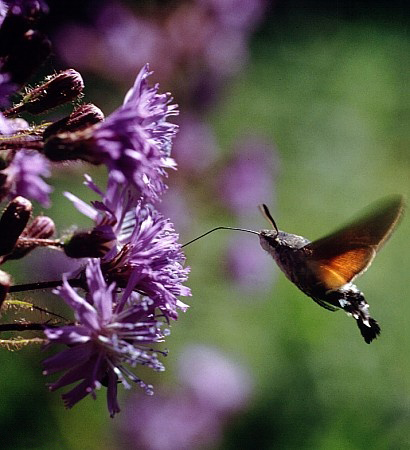
Volo stazionario di Macroglossum stellatarum

### Adulti
Il corpo è tozzo, di forma conica, con torace robusto e dotato di una forte muscolatura e con addome affusolato. Le antenne sono grosse e talvolta clavate. La spirotromba è in genere molto lunga, in grado di raggiungere i nettarii di fiori inaccessibili ad altri insetti. In alcune specie gli adulti non si nutrono e hanno la spirotromba atrofizzata. Un caso particolare è la spirotromba della Sfinge testa di morto, breve e sclerificata, in grado di perforare i favi delle api.

Le ali, durante la posizione di riposo, sono ripiegate orizzontalmente, oppure a tetto sull'addome. Quelle anteriori sono generalmente strette, con l'apice appuntito e con il margine posteriore spesso sagomato in modo caratteristico. Quelle posteriori sono nettamente più piccole e arrotondate.

Gli adulti delle sfingi possono essere considerati i migliori volatori fra i Lepidotteri: la robusta muscolatura toracica permette loro di avere un battito d'ali velocissimo, in grado di consentire movimenti scattanti ed un volo rapido; alcune specie possono raggiungere i 50 km orari. Una caratteristica di alcune specie di sfingi è il modo di succhiare il nettare librandosi in aria immobili davanti al fiore (esattamente come il colibrì), grazie alla lunghezza della spirotromba. Questo comportamento si può riscontrare facilmente nei giardini all'imbrunire.

La maggior parte delle sfingi ha un'apertura alare di 5–10 cm, tuttavia ci sono specie tropicali che possono avere un'apertura alare fino ai 20 cm.

Gli adulti hanno, nella maggior parte delle specie, abitudini crepuscolari o notturne. Raramente sono diurni.

### Larva

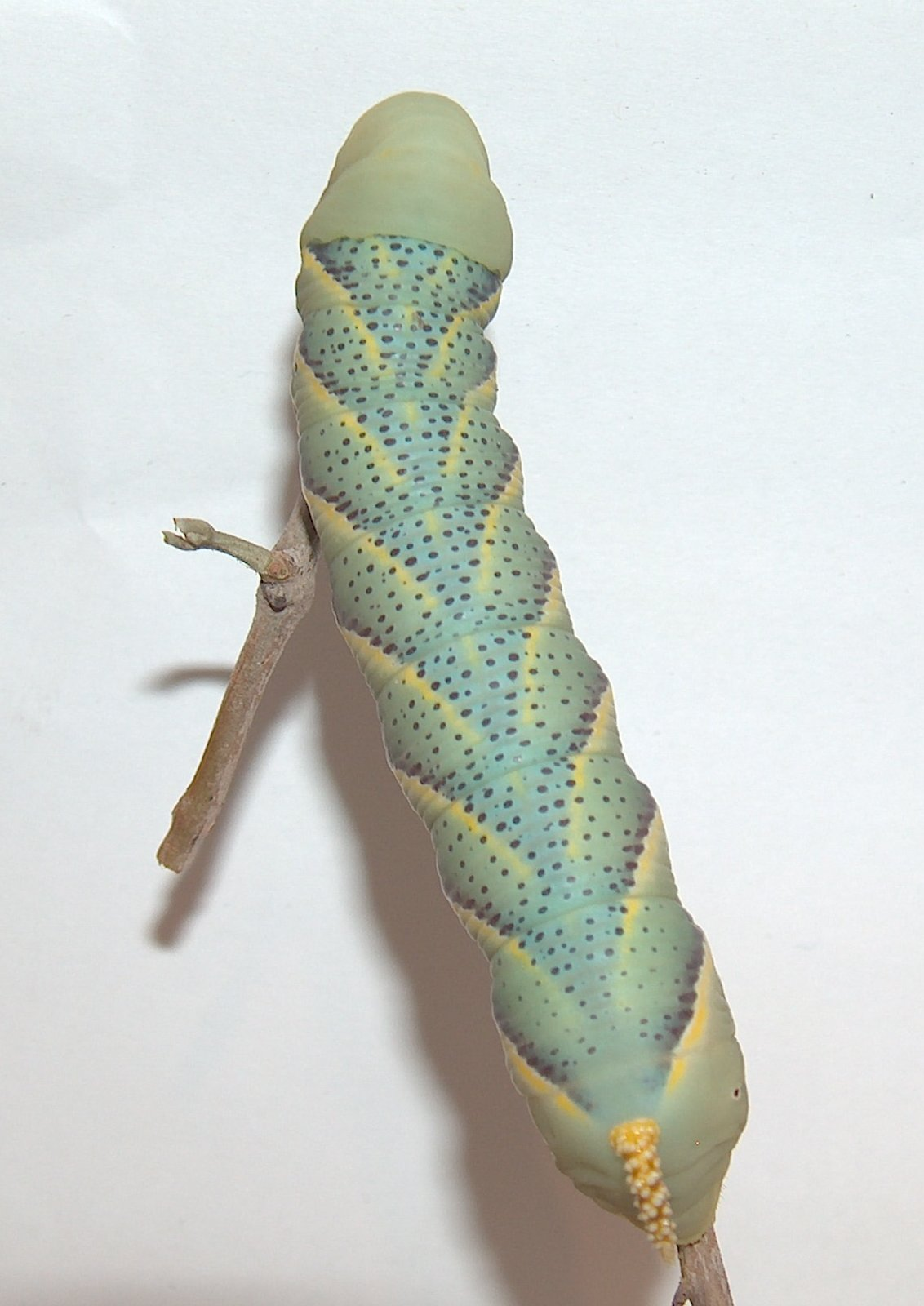
Bruco di Acherontia atropos

Il bruco delle sfingi è grosso e tozzo, facilmente riconoscibile per la forma, per i colori spesso molto vivaci, per le notevoli dimensioni e per alcuni caratteri morfologici e comportamentali peculiari di questa famiglia. Molti fra i bruchi più eleganti rientrano proprio in questa famiglia.

Se disturbati, in genere, sollevano la parte anteriore assumendo una posizione caratteristica che ricorda quella di una Sfinge (da cui deriva il nome dato alla famiglia), gonfiano il capo e il torace e aumentano la dimensione dei falsi occhi (dette anche macchie oculari), assumendo così l'aspetto del serpente pappagallo (velenoso). Il bruco completa la sua esibizione oscillando avanti e indietro e sibilando come un vero serpente.

Una caratteristica morfologica molto evidente è la presenza di un processo posteriore sull'ottavo urotergite, chiamato cornetto.

### Crisalide

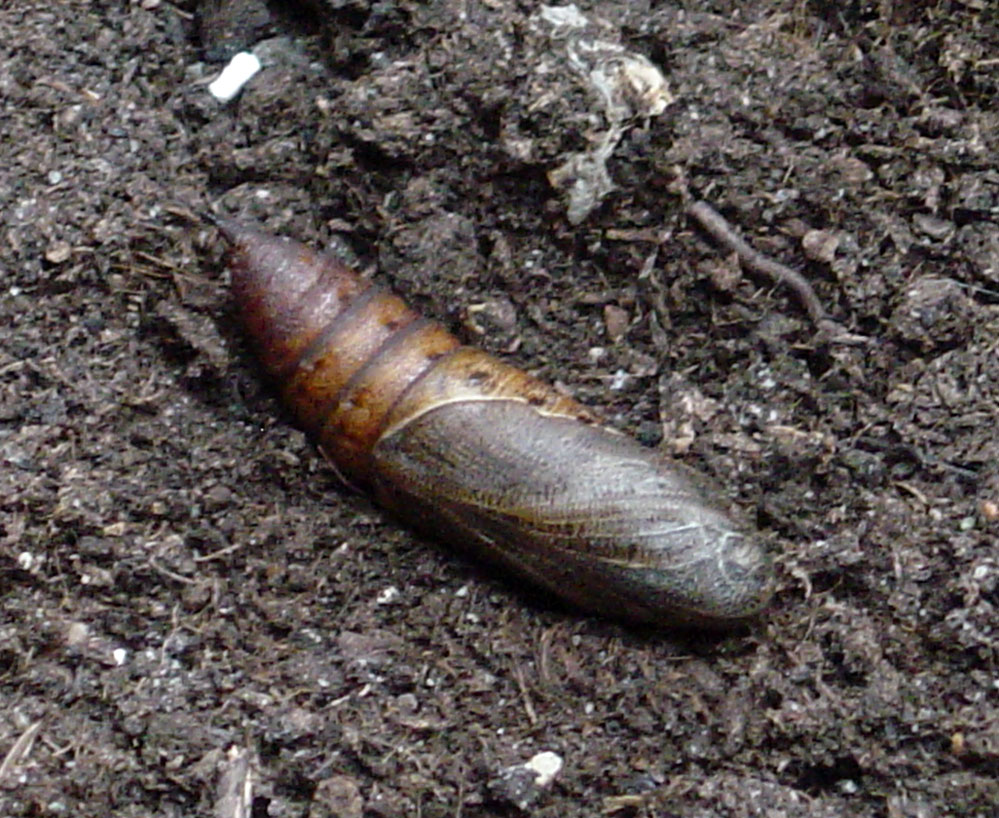
Crisalide di Hyles gallii

La crisalide è di grandi dimensioni, tozza e affusolata in corrispondenza dell'addome, generalmente di colore bruno o rossastro. In diverse specie si riconosce facilmente per la presenza di una lunga protuberanza cilindrica ventrale, piuttosto evidente, contenente la futura spirotromba. L'impupamento avviene sotto la superficie del terreno.

## Tassonomia

### Sottofamiglie
La famiglia si suddivide in tre sottofamiglie:
- Macroglossinae Harris, 1839
- Smerinthinae Grote & Robinson, 1865
- Sphinginae Latreille, 1802

Di seguito viene riportato uno schema tassonomico della famiglia, indicante il numero di generi (g) e specie (s) per ciascun taxon:

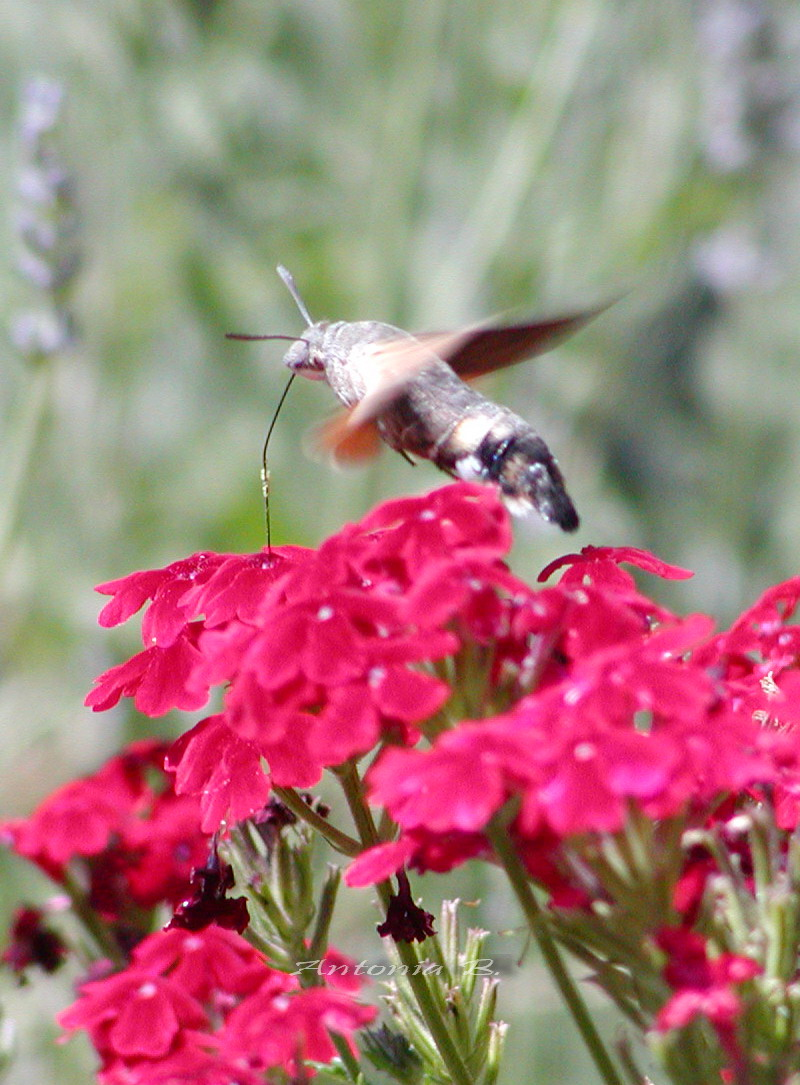
Sphingidae che sugge il nettare di un fiore

|  | Dilophonotina (24 g - 134 s) |
|  |                              |
|  | Hemarina (2 g - 41 s)        |
|  |                              |

|  | Choerocampina (15 g - 296 s) |
|  |                              |
|  | Macroglossina (41 g - 372 s) |
|  |                              |

|  | Dilophonotina (24 g - 134 s) |
|  |                              |
|  | Hemarina (2 g - 41 s)        |
|  |                              |

|  | Choerocampina (15 g - 296 s) |
|  |                              |
|  | Macroglossina (41 g - 372 s) |
|  |                              |

|  | Ambulycini (10 g - 100 s)  |
|  |                            |
|  | Smerinthini (66 g - 297 s) |
|  |                            |
|  | Sphingulini (9 g - 26 s)   |
|  |                            |

|  | Acherontiini (5 g - 18 s) |
|  |                           |
|  | Sphingini (39 g - 275 s)  |
|  |                           |

|  | Dilophonotina (24 g - 134 s) |
|  |                              |
|  | Hemarina (2 g - 41 s)        |
|  |                              |

|  | Choerocampina (15 g - 296 s) |
|  |                              |
|  | Macroglossina (41 g - 372 s) |
|  |                              |

|  | Dilophonotina (24 g - 134 s) |
|  |                              |
|  | Hemarina (2 g - 41 s)        |
|  |                              |

|  | Choerocampina (15 g - 296 s) |
|  |                              |
|  | Macroglossina (41 g - 372 s) |
|  |                              |

|  | Ambulycini (10 g - 100 s)  |
|  |                            |
|  | Smerinthini (66 g - 297 s) |
|  |                            |
|  | Sphingulini (9 g - 26 s)   |
|  |                            |

|  | Acherontiini (5 g - 18 s) |
|  |                           |
|  | Sphingini (39 g - 275 s)  |
|  |                           |

### Sinonimi
Non sono stati riportati sinonimi.

### Alcune specie

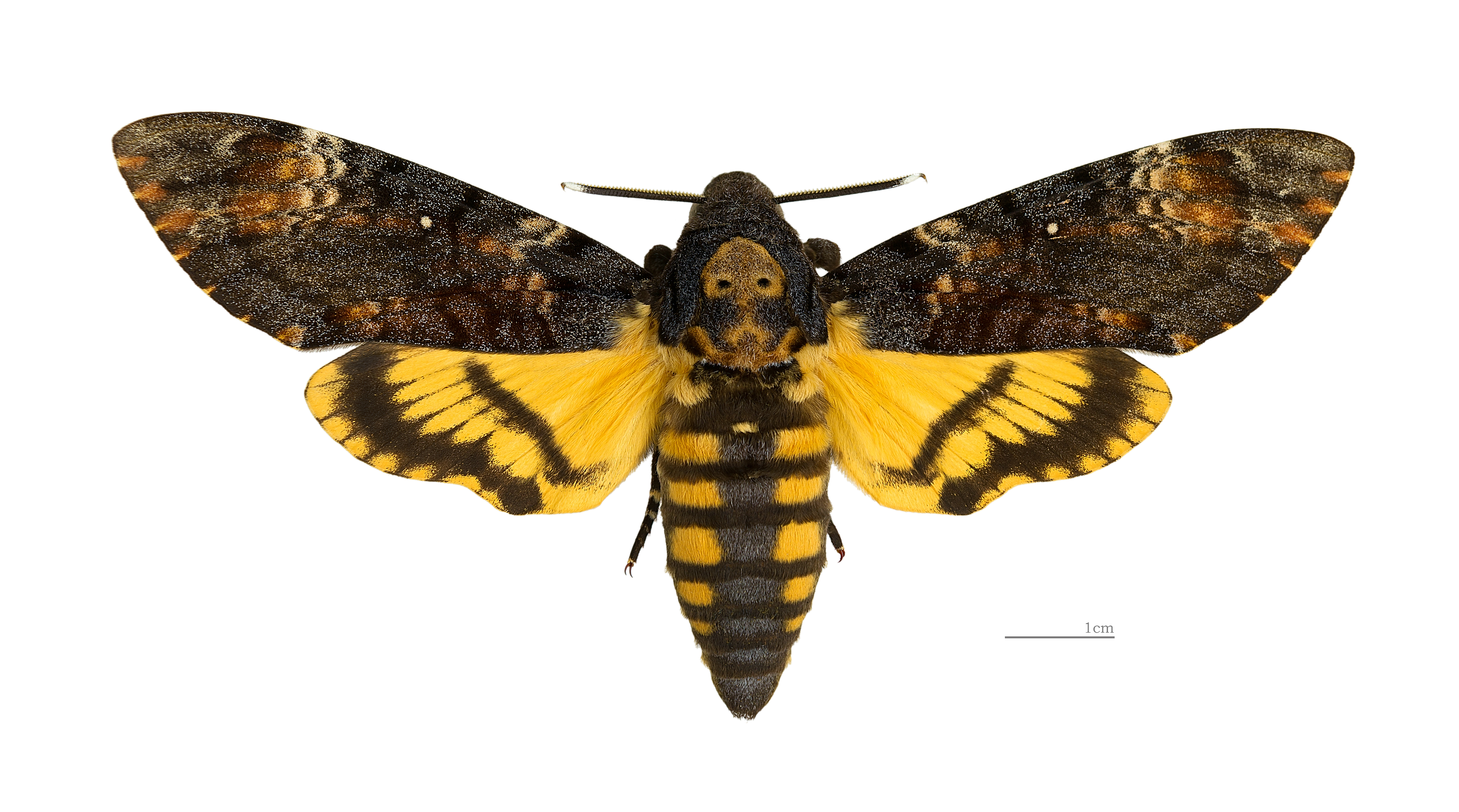
Acherontia atropos (Sfinge testa di morto) (Sphinginae)
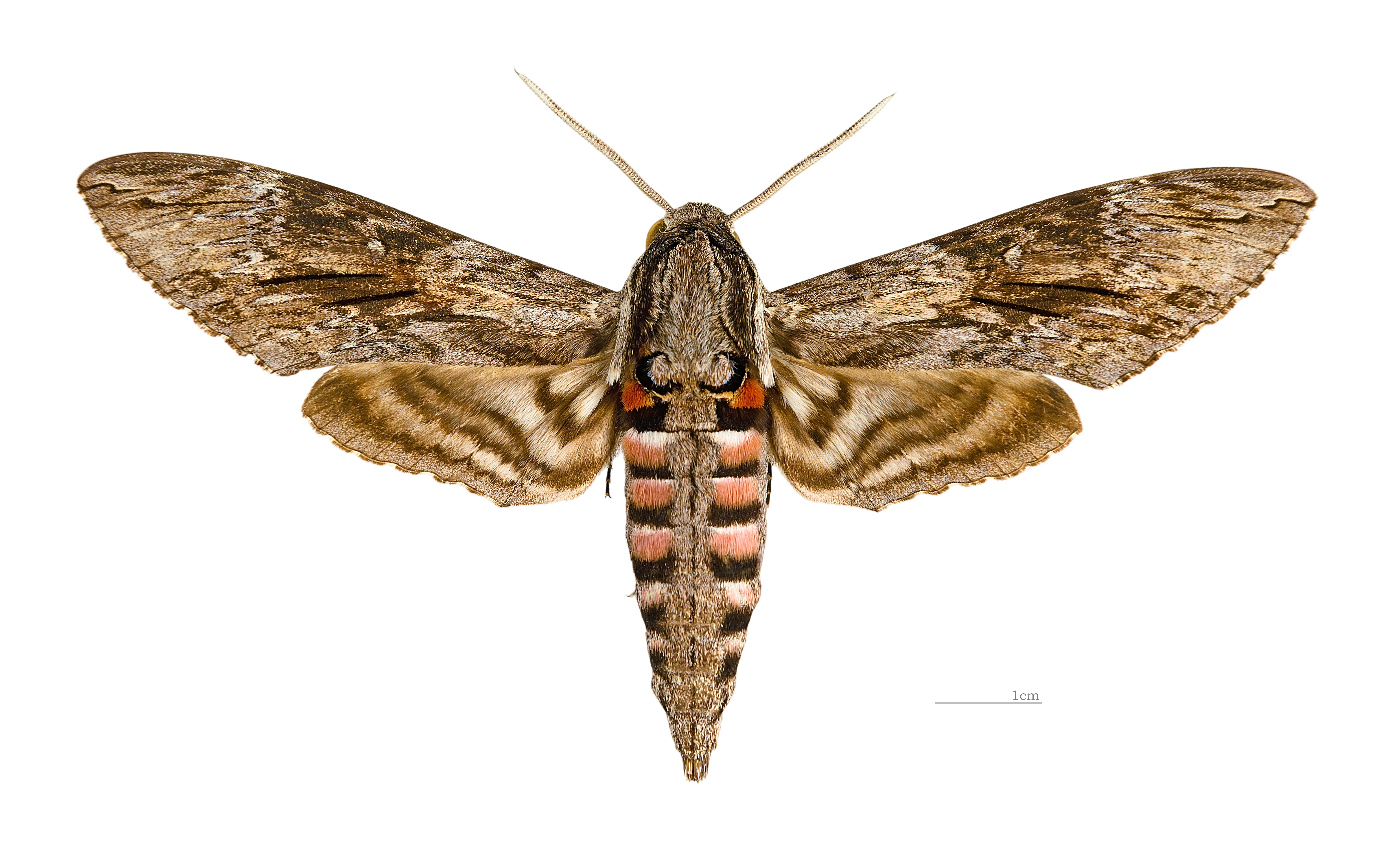
Agrius convolvuli (Sfinge del convolvolo) (Sphinginae)
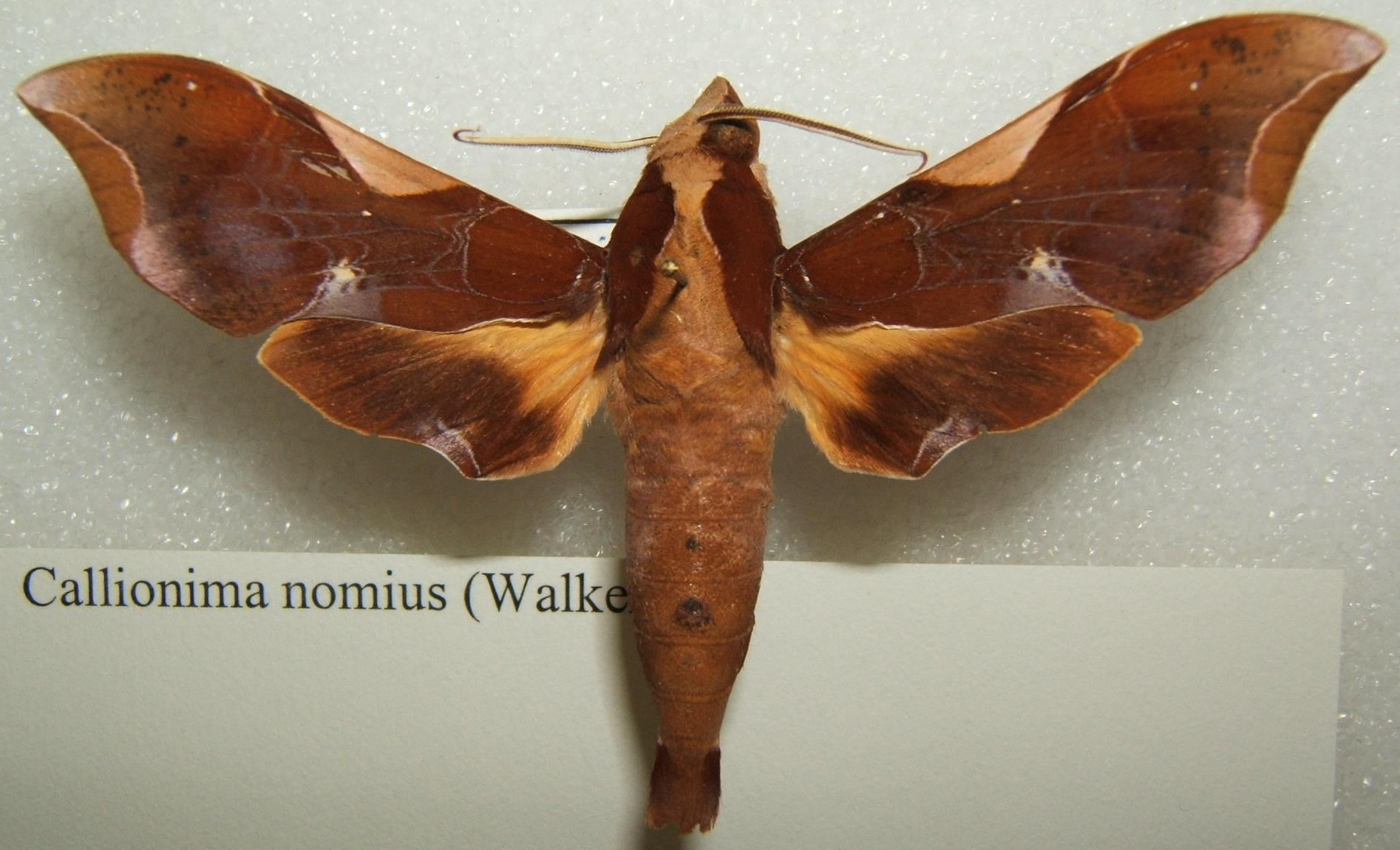
Callionima nomius (Macroglossinae)
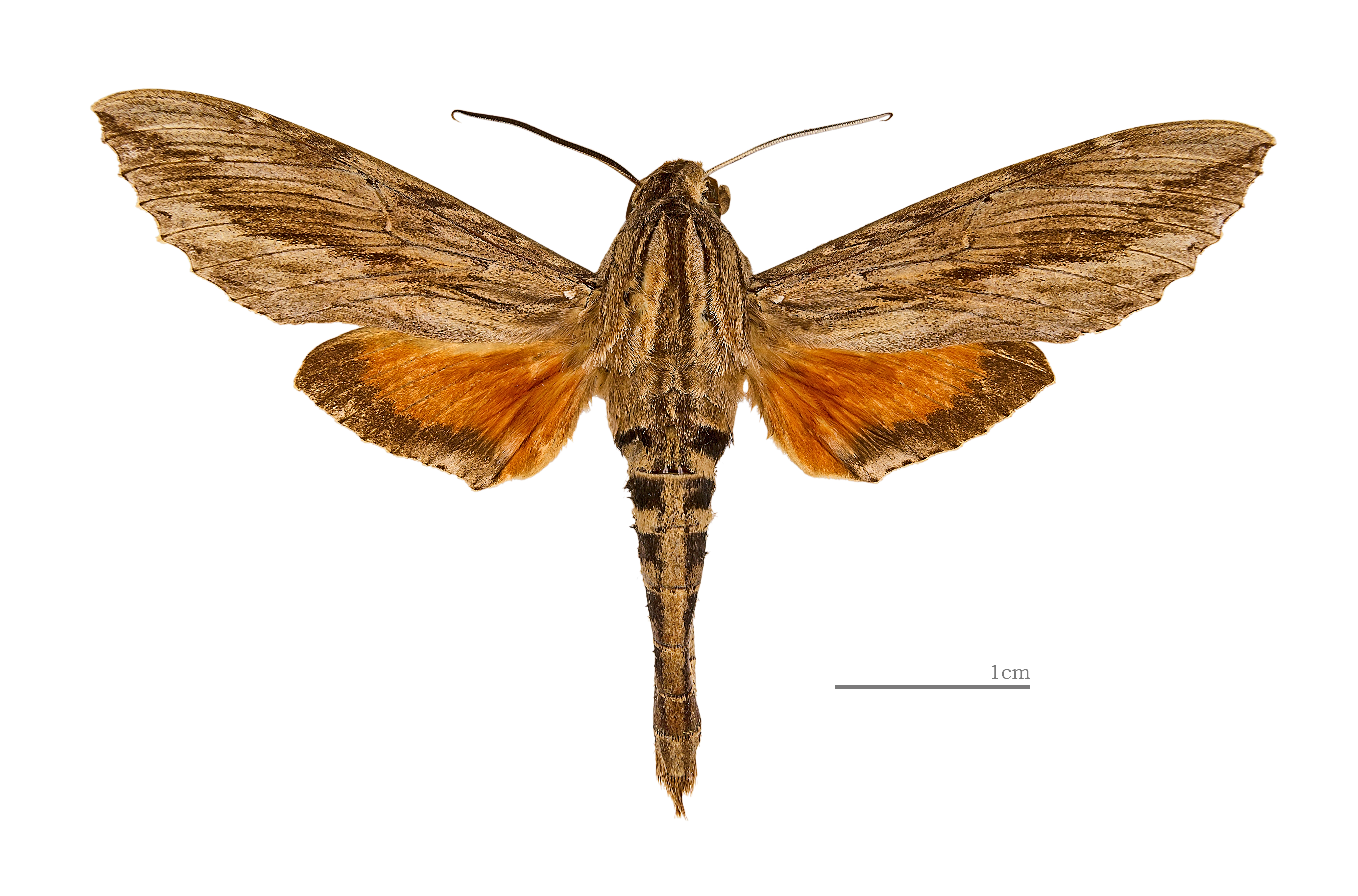
Erinnyis ello (Macroglossinae)
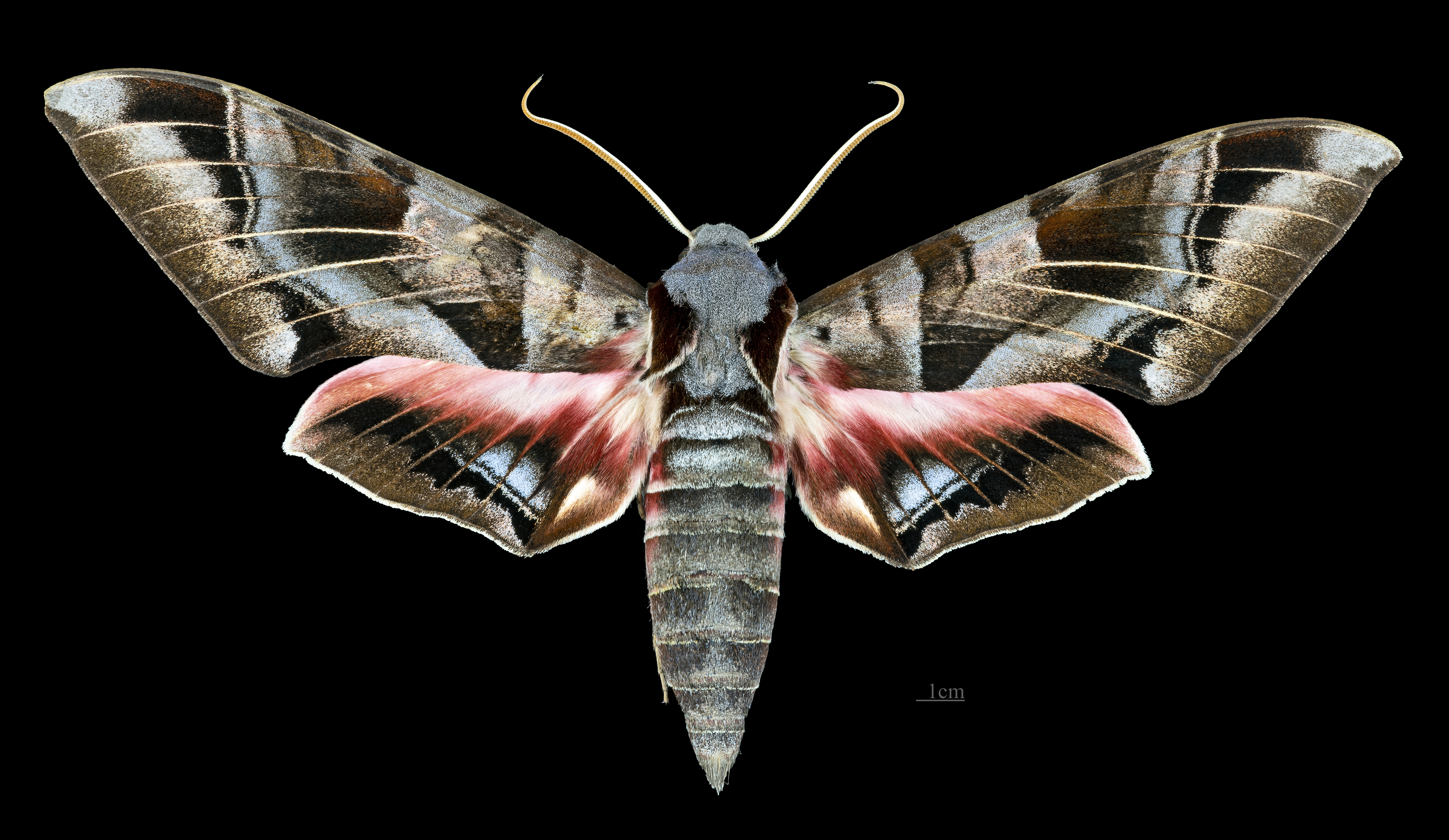
Eumorpha typhon (Macroglossinae)
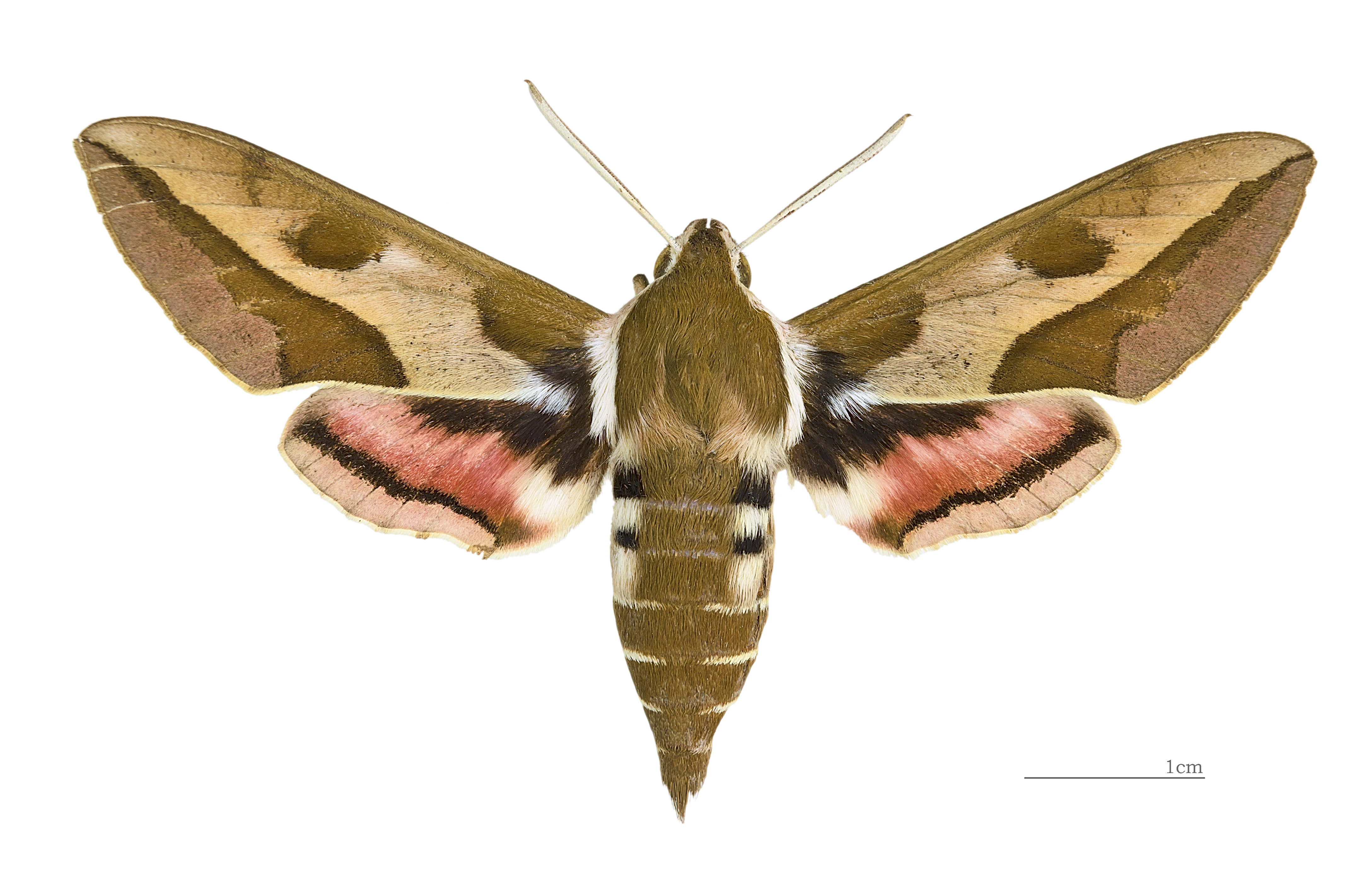
Hyles euphorbiae (Sfinge dell'euforbia - bruco) (Macroglossinae)
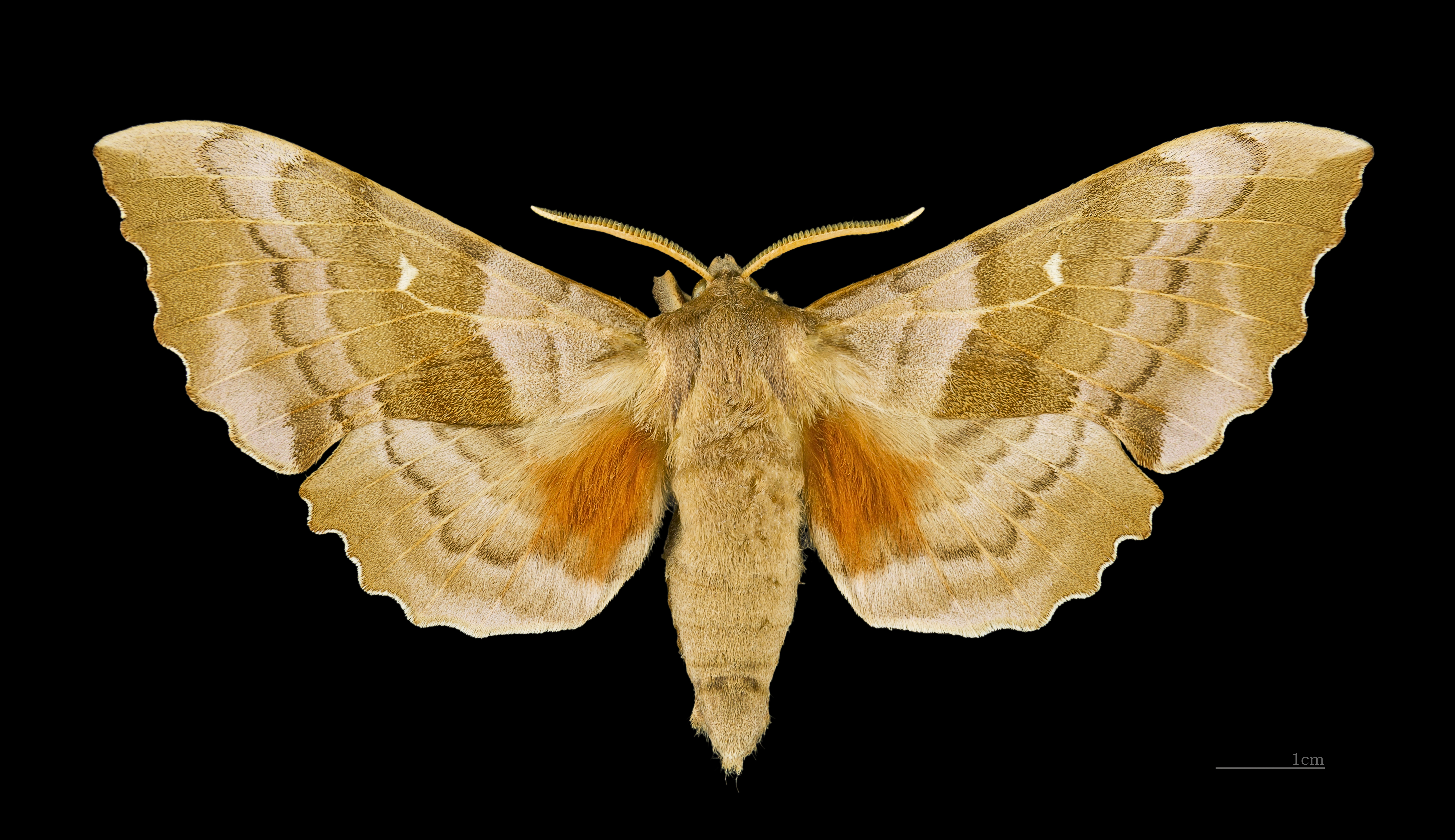
Laothoe populi (Sfinge del pioppo) (Smerinthinae)
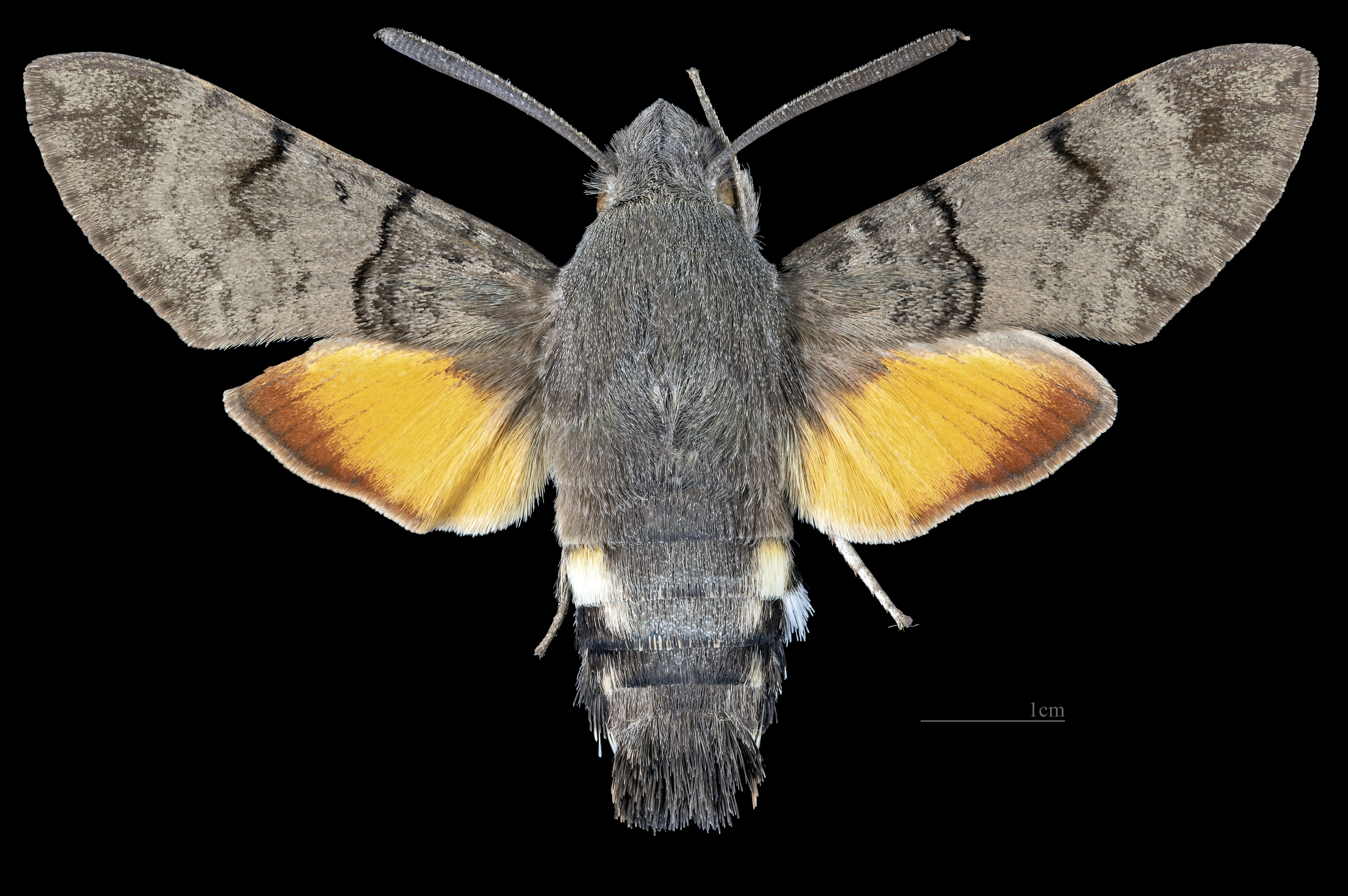
Macroglossum stellatarum (Sfinge del galio) (Macroglossinae)
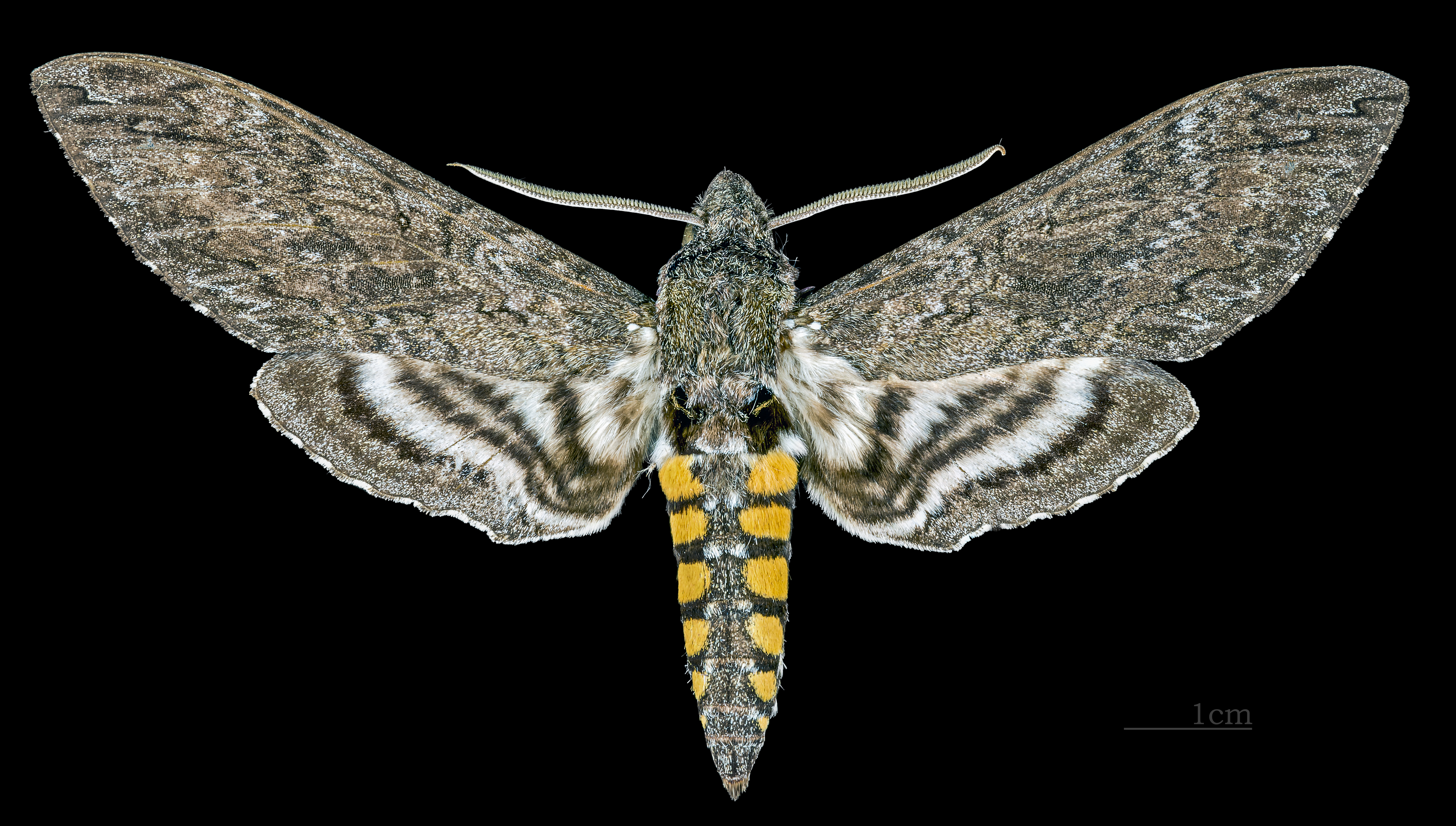
Manduca sexta (Sfinge del tabacco) (Sphinginae)
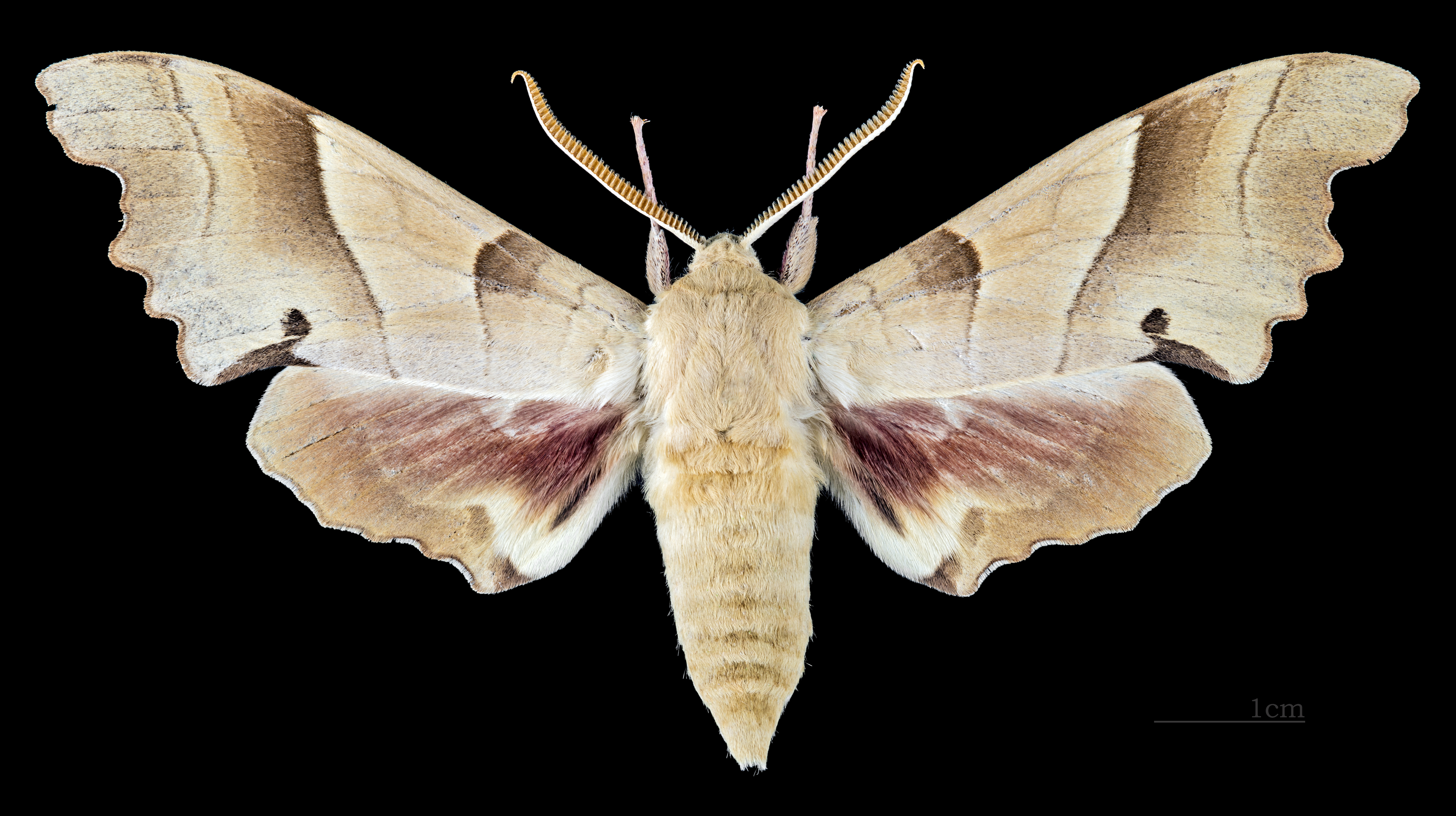
Marumba quercus (Sfinge delle querce - bruco e pupa) (Smerinthinae)
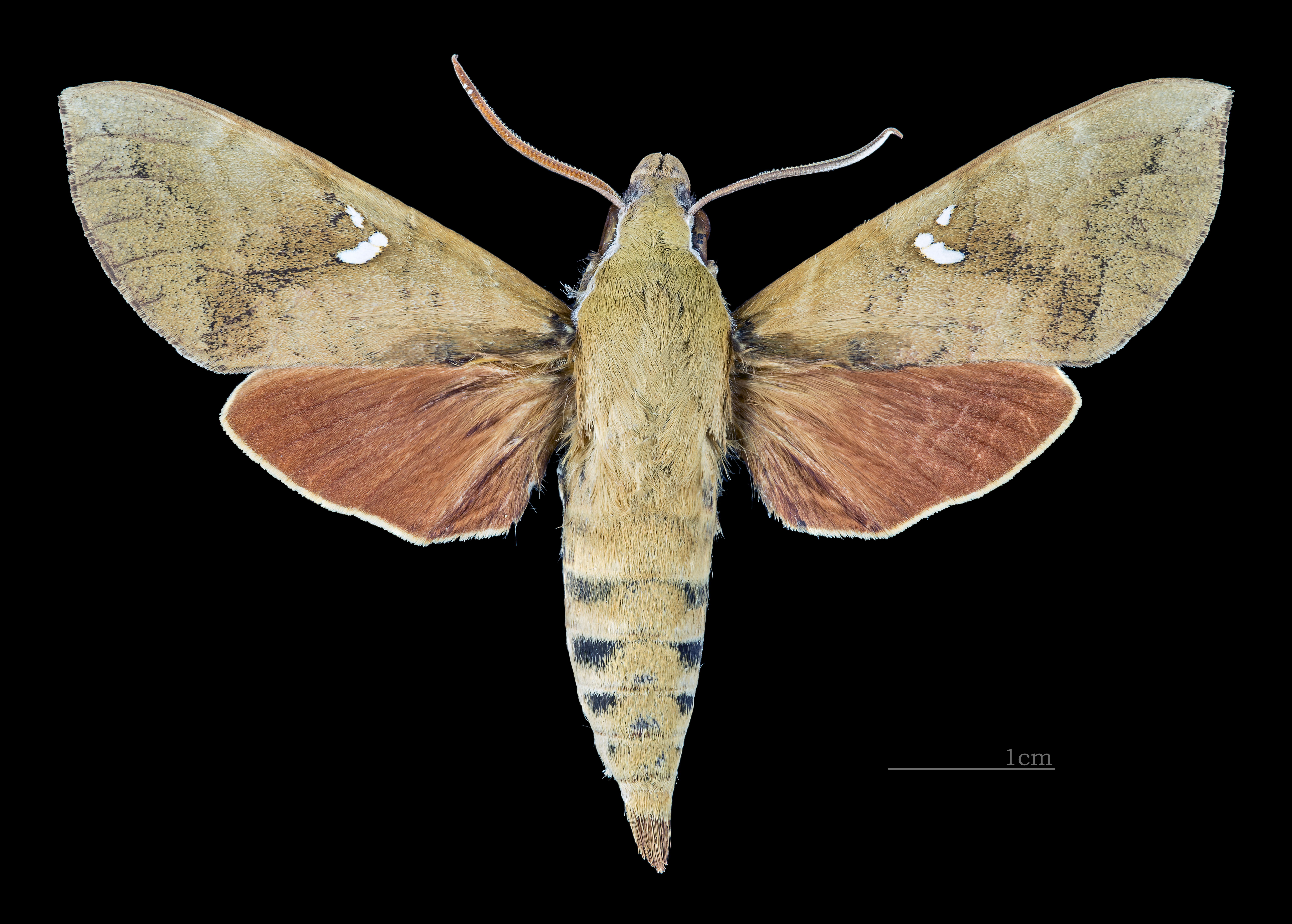
Nephele subvaria (Macroglossinae)
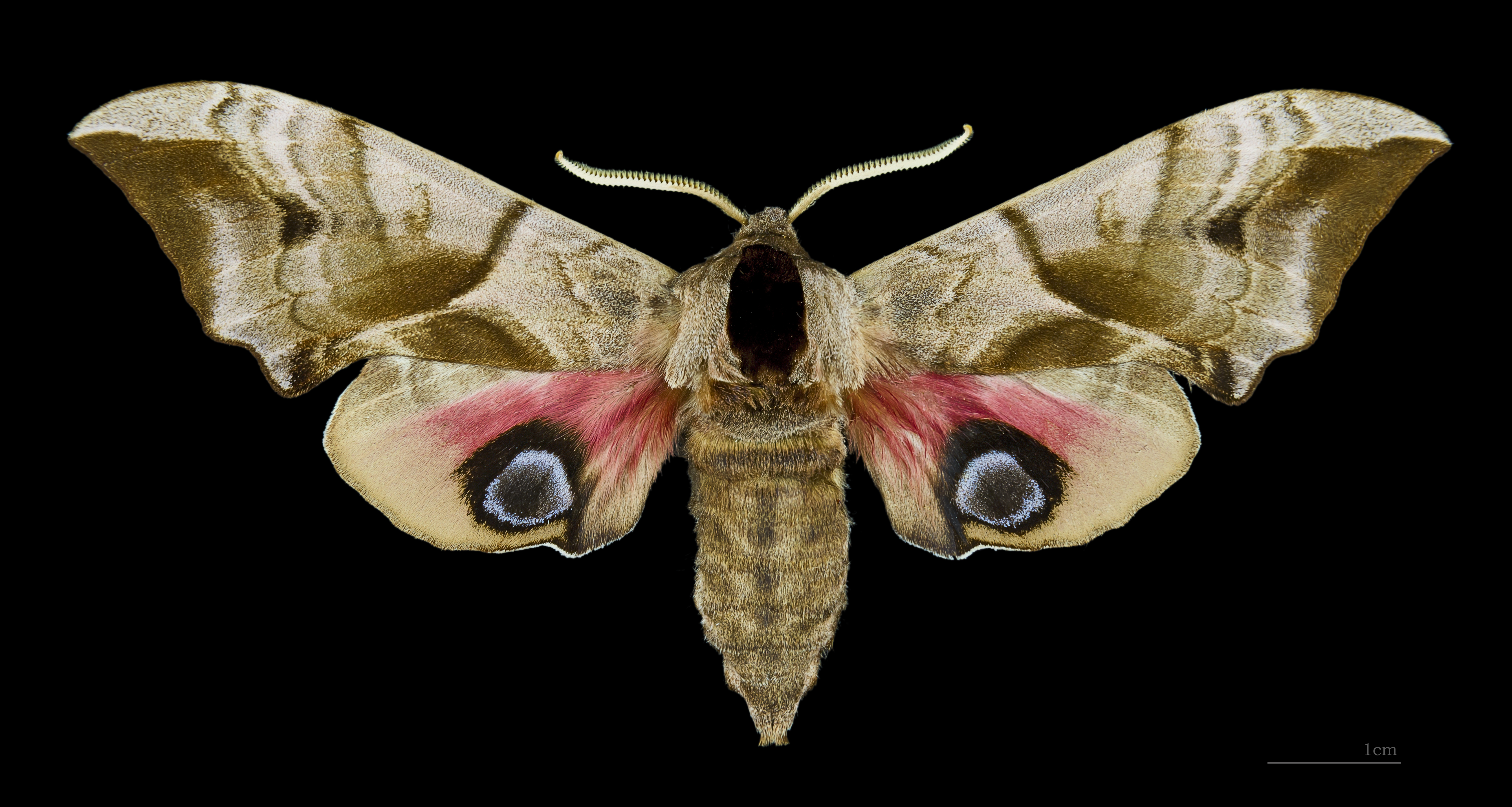
Smerinthus ocellata (Sfinge dagli occhi) (Smerinthinae)
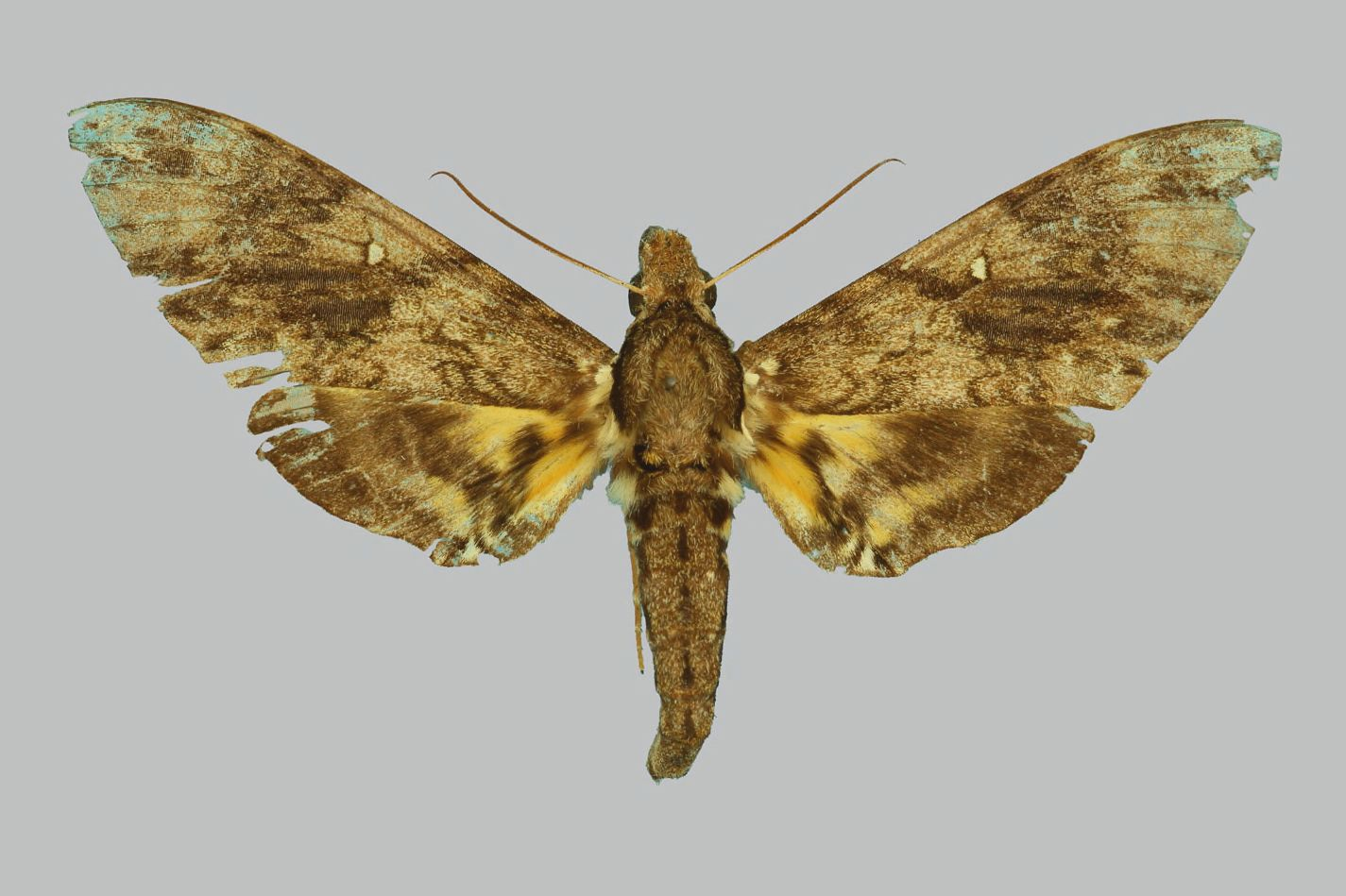
Panogena lingens (Sphinginae)
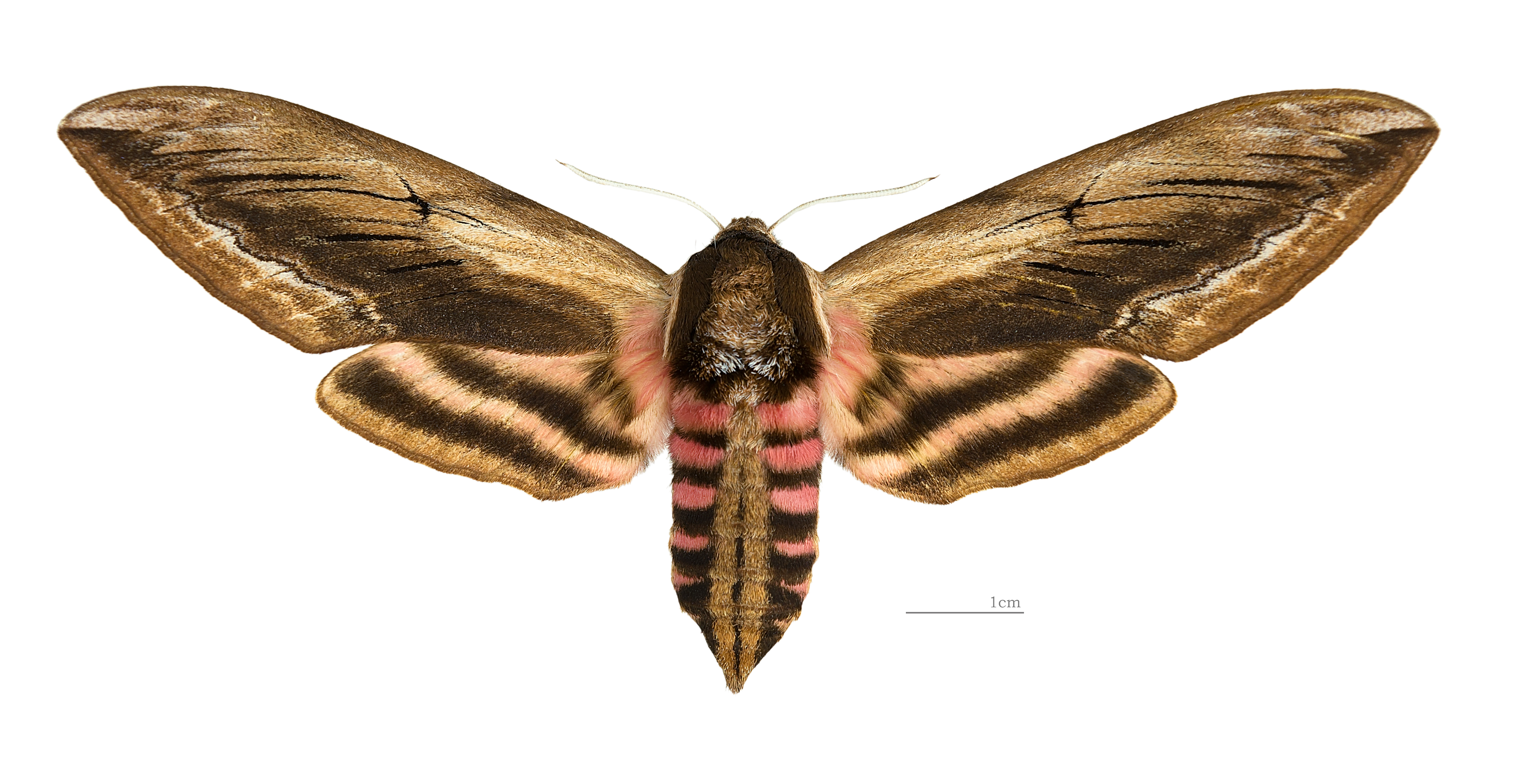
Sphinx ligustri (Sfinge del ligustro) (Sphinginae)
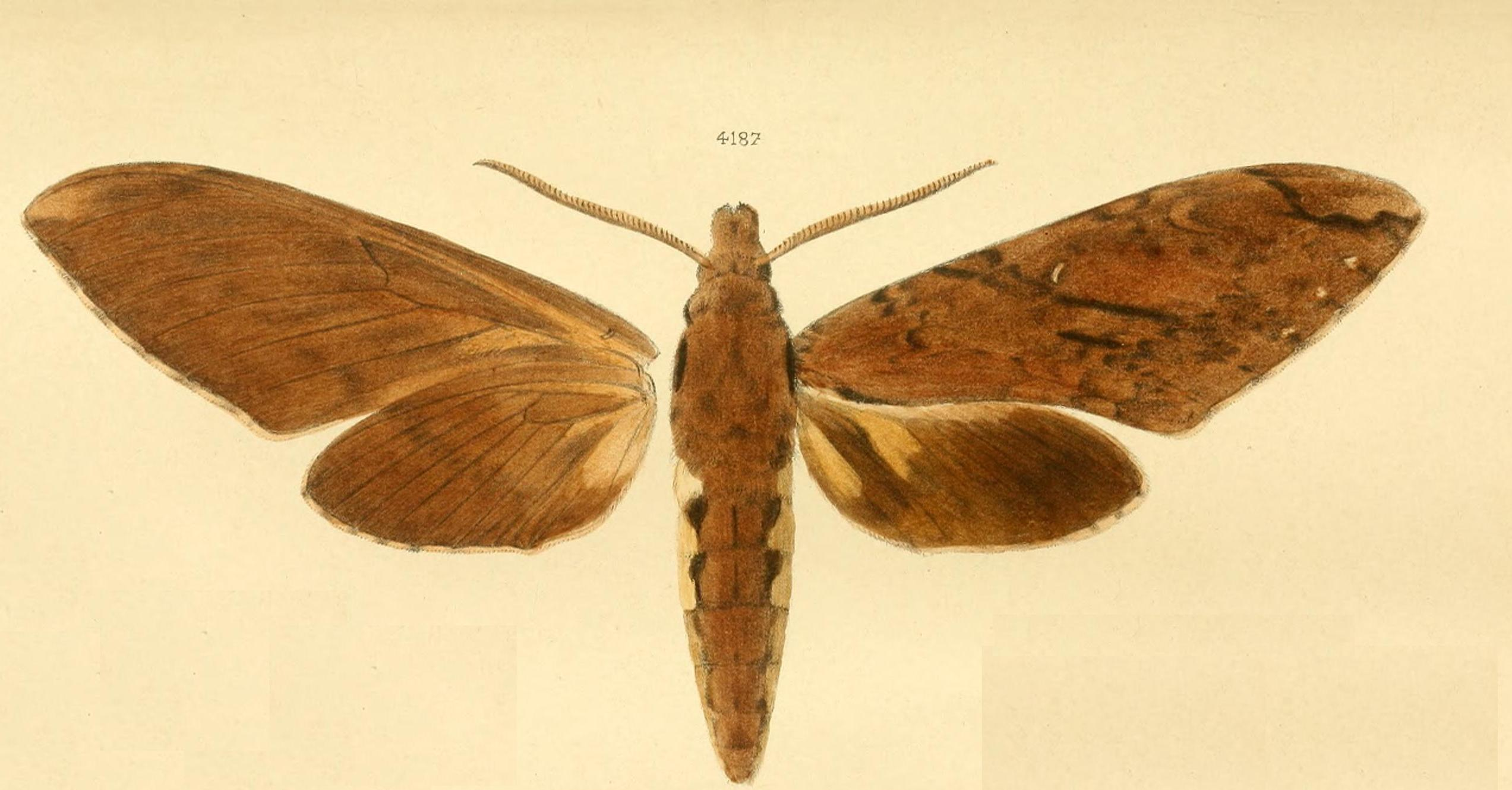
Xanthopan morganii (Sphinginae)